# Mùa bão Tây Bắc Thái Bình Dương 1996
Mùa bão Tây Bắc Thái Bình Dương 1996 không có giới hạn chính thức; nó diễn ra trong suốt năm 1996, nhưng hầu hết các xoáy thuận nhiệt đới có xu hướng hình thành trên Tây Bắc Thái Bình Dương trong khoảng giữa tháng 5 và tháng 11. Những thời điểm quy ước phân định khoảng thời gian tập trung hầu hết số lượng xoáy thuận nhiệt đới hình thành mỗi năm ở Tây Bắc Thái Bình Dương.
Phạm vi của bài viết này chỉ giới hạn ở Thái Bình Dương, khu vực nằm ở phía Bắc xích đạo và phía Tây đường đổi ngày quốc tế. Những cơn bão hình thành ở khu vực phía Đông đường đổi ngày quốc tế và phía Bắc xích đạo thuộc về Mùa bão Đông Bắc Thái Bình Dương 1996. Bão nhiệt đới hình thành ở toàn bộ khu vực Tây Bắc Thái Bình Dương sẽ được đặt tên bởi Trung tâm Cảnh báo Bão Liên hợp  JTWC . Áp thấp nhiệt đới ở khu vực này sẽ có thêm hậu tố "W" phía sau số thứ tự của chúng. Áp thấp nhiệt đới trở lên hình thành hoặc đi vào khu vực mà Philippines theo dõi cũng sẽ được đặt tên bởi Cục quản lý Thiên văn, Địa vật lý và Khí quyển Philippines  PAGASA . Đó là lý do khiến cho nhiều trường hợp, một cơn bão có hai tên gọi khác nhau.

## Các cơn bão
Có tổng cộng 43 xoáy thuận nhiệt đới hình thành trong năm, 34 trong số đó trở thành những cơn bão nhiệt đới, 15 đạt cường độ bão cuồng phong và 6 đạt cường độ siêu bão.

### Bão nhiệt đới 01W (Asiang)
Vào ngày 23 tháng 2, một vùng đối lưu rộng lớn đã hình thành trên khu vực phía Nam biển Philippines. Hệ thống đã phát triển thành một vùng áp suất thấp và ban đầu nó bị tàn phá do độ đứt gió cao, nhưng sớm sau đó điều kiện đã trở nên thuận lợi hơn cho phép nó tăng cường nhanh chóng trong ngày 27 trước khi trở thành một áp thấp nhiệt đới vào cuối ngày hôm đó. Đến ngày 29 Cơ quan Khí tượng Nhật Bản JMA đã nâng cấp 01W thành một cơn bão nhiệt đới trước khi nó trôi dạt trên khu vực miền Trung Philippines và suy yếu đi một chút do tương tác với đất liền. Vào ngày 1 tháng 3, một front lạnh đem đến không khí lạnh, khô và độ đứt gió theo chiều thẳng đứng đẩy lùi hệ thống về phía Nam và khiến tâm hoàn lưu mực thấp của nó bị lộ ra. Sau đó tàn dư của 01W tiếp tục trôi dạt về phía Nam, trước khi bị hấp thụ hoàn toàn bởi một dải hội tụ nhiệt đới.

### Bão Eve
Vào ngày 10 tháng 7, một rãnh trên tầng đối lưu đã sản sinh ra áp thấp nhiệt đới 07W trên Tây Bắc Thái Bình Dương. Di chuyển chủ yếu theo hướng Tây - Tây Bắc, áp thấp nhiệt đới đã mạnh lên thành một cơn bão nhiệt đới trong ngày 14. Sang ngày 15, Eve trở thành một cơn bão cuồng phong, sau đó nó trải qua một giai đoạn tăng cường nhanh chóng với vận tốc gió tăng lên 100 dặm/giờ; và áp suất đã giảm 40 mbar từ sáng sớm ngày 15 đến sáng sớm ngày 16. Một chu trình thay thế thành mắt bão diễn ra làm Eve suy yếu, và vận tốc gió giảm xuống còn 95 dặm/giờ, nhưng khi thành mắt bão phía ngoài thu hẹp lại, cơn bão một lần nữa đạt vận tốc gió 97 dặm/giờ trước khi đổ bộ vào miền Nam Nhật Bản trong ngày 18. Eve sau đó suy yếu rất nhanh do địa hình núi, nó chuyển hướng Đông khi ở trên đất liền và cảnh báo cuối cùng đã được ban hành trong ngày 20. Dù vậy, Eve đã mạnh trở lại thành một cơn bão nhiệt đới trên vùng biển phía Đông Nhật Bản, rồi tiếp tục di chuyển theo hướng Đông Bắc trước khi tan vào ngày 27. Dù là bão cấp 4 khi đổ bộ đất liền, chỉ có chín người bị thương và không có báo cáo thiệt hại về người gây ra bởi Eve.

### Bão Frankie (Edeng) (bão số 2)
Một rãnh gió mùa hoạt động trên Tây Bắc Thái Bình Dương đã phát triển ra 3 cơn bão: Frankie, Gloria và Herb. Cơn bão đầu tiên, Frankie, hình thành trên Biển Đông trong ngày 19 tháng 7. Hệ thống di chuyển theo hướng Tây - Tây Bắc và trở thành một cơn bão nhiệt đới trong ngày 21. Sau khi vượt qua đảo Hải Nam, Frankie đã mạnh lên nhanh chóng thành một cơn bão có vận tốc gió 100 dặm/giờ và áp suất 945 mbar trên vịnh Bắc Bộ. Frankie đổ bộ vào miền Bắc Việt Nam trong ngày 23, và tan 2 ngày sau trên đất liền Trung Quốc. Báo cáo tổng cộng đã có 104 người chết và mất tích, thiệt hại vật chất ước tính 200 triệu USD (USD 1996).

### Bão Gloria (Gloring)
Rãnh gió mùa đã tạo ra cơn bão Frankie đồng thời cũng tạo ra một áp thấp nhiệt đới ở phía Đông Philippines trong ngày 19 tháng 7. Di chuyển theo hướng Tây Bắc, hệ thống dần mạnh lên thành một cơn bão nhiệt đới vào ngày 22. Ngày hôm sau Gloria đạt cấp độ bão cuồng phong, và một ngày sau nó đạt đỉnh với vận tốc gió 100 dặm/giờ. Gloria đã đi sượt dọc đường bờ biển phía Bắc Philippines trước khi chuyển hướng Bắc tấn công Đài Loan trong ngày 26. Sau khi vượt qua đảo Đài Loan và eo biển Đài Loan, Gloria đổ bộ vào Trung Quốc và tan trong ngày 27. Cơn bão đã khiến 23 người thiệt mạng, 20 trong số đó ở miền Bắc Philippines. Thiệt hại vật chất ước tính 20 triệu USD (USD 1996).

### Bão Herb (Huaning)
Siêu bão Herb là cơn bão mạnh nhất và có kích thước lớn nhất của mùa bão. Herb đã tấn công quần đảo Ryukyu, Đài Loan và Trung Quốc. Sức gió tối đa của Herb là 160 dặm/giờ khi nó ở ngoài đại dương. Cơn bão đã khiến 590 người chết, thiệt hại vật chất lên đến 5 tỉ USD (USD 1996).

### Bão Kirk (Isang)
Một áp thấp gió mùa đã phát triển trên Thái Bình Dương trong ngày 28 tháng 7. Di chuyển theo hướng Tây Bắc, hệ thống dần tổ chức thành một cơn bão nhiệt đới trong ngày 5 tháng 8. Khi ở vùng biển phía Nam Nhật Bản, Kirk bắt đầu trôi dạt về hướng Đông Nam và sau đó vòng lại hướng Tây, mạnh lên thành một cơn bão cuồng phong trong ngày mùng 8. Kirk tiếp tục di chuyển chậm theo hướng Tây Bắc, và trong lúc vòng sang hướng Đông Bắc cơn bão đã đạt cường độ tối đa với vận tốc gió 110 dặm/giờ. Vào ngày 14, Kirk đổ bộ vào vùng Tây Nam Nhật Bản với cường độ mạnh nhất. Sau đó nó suy yếu khi ở trên đất liền rồi tan vào ngày 16 trên vùng biển Bắc Thái Bình Dương. Kirk đã gây ngập lụt nghiêm trọng, khiến ít nhất 2 người chết và gây tổn thất trung bình.

### Áp thấp nhiệt đới Marty
Một rãnh gió mùa đã tạo ra một áp thấp nhiệt đới trên đất liền miền Nam Trung Quốc trong ngày 11 tháng 8. Sau đó áp thấp nhiệt đới trôi dạt về hướng Tây Nam, đi vào vịnh Bắc Bộ trong ngày 12. Marty là một cơn bão có kích thước rất nhỏ, nó đã đạt cường độ bão nhiệt đới trong ngày 13 và đạt đỉnh với vận tốc gió 60 dặm/giờ trong ngày 14. Cơn bão đổ bộ vào miền Bắc Việt Nam trong ngày 14 và tan 3 ngày sau. Mặc dù có phạm vi nhỏ và cường độ yếu, Marty cũng đã gây tổn thất trung bình và gây lũ lụt, khiến 125 người chết và 107 người mất tích.
Quỹ đạo bão giống cơn bão Amy (1994),cũng hình thành trên đất liền Nam Trung Quốc,di chuyển vào vịnh Bắc Bộ,rồi đổ bộ vào Việt Nam và tan.

### Bão Sally (Maring) (bão số 5)
Vào ngày 2 tháng 9, một áp thấp nhiệt đới đã phát triển trên vùng biển phía Đông Philippines. Di chuyển theo hướng Tây - Tây Bắc, hệ thống đạt cấp độ bão nhiệt đới trong ngày mùng 5 và bão cuồng phong trong ngày mùng 6. Vào ngày mùng 7 Sally tăng cường nhanh chóng thành một siêu bão với vận tốc gió 160 dặm/giờ khi nó đi sượt dọc theo đường bờ biển phía Bắc Philippines. Sally sau đó suy yếu đều đặn xuống còn là một cơn bão có vận tốc gió 115 dặm/giờ trên Biển Đông. Vào ngày mùng 9, Sally đổ bộ lên bán đảo Lôi Châu trước khi tan trong ngày hôm sau trên đất liền Trung Quốc. Cơn bão đã gây mưa lớn tại Trung Quốc khiến 114 người chết, 110 người mất tích, thiệt hại kinh tế ước tính 1,5 tỉ USD (USD 1996).

### Bão nhiệt đới Willie (bão số 6)
Một rãnh gió mùa hoạt động, thứ đã phát triển ra hai cơn bão Tom (25W) và Violet (26W), đã tạo ra một áp thấp nhiệt đới trên vịnh Bắc Bộ trong ngày 16 tháng 9. Willie đã di chuyển một vòng ngược chiều kim đồng hồ quanh đảo Hải Nam, trở thành một cơn bão nhiệt đới trong ngày 17 và bão cuồng phong trong ngày 19. Sau đó nó đi qua eo biển giữa đảo Hải Nam và Trung Quốc, rồi tiếp tục đi về hướng Tây - Tây Nam vượt qua vịnh Bắc Bộ. Willie đổ bộ vào Việt Nam vào ngày 22 và tan trong ngày hôm sau. Có 38 người thiệt mạng vì lũ lụt do bão.

### Áp thấp nhiệt đới Abel (Seniang)
Ở Philippines, Abel khiến 8 người chết, 7 người khác mất tích và gây thiệt hại 4,3 triệu USD (USD 1996; tương ứng 6,4 triệu USD năm 2013).

### Áp thấp nhiệt đới 35W
35W khiến 60 người thiệt mạng và gây tổn thất 138 triệu USD.

### Bão Dale (Ulpiang)
Một nhóm mây dông đã hình thành trên khu vực Đông Nam Guam trong ngày 2 tháng 11. Hệ thống tăng cường chậm, trở thành một áp thấp nhiệt đới trong ngày mùng 4. Áp thấp nhiệt đới gần như không di chuyển và đã mạnh lên thành một cơn bão nhiệt đới vào cuối ngày hôm đó. Dale tiếp tục di chuyển về phía Tây, trở thành một cơn bão cuồng phong trong ngày mùng 7. Cuối ngày, Dale đã di chuyển qua vùng biển phía Nam Guam đem đến gió có vận tốc 137 km/giờ và sóng lớn vượt qua cả những vách đá cao tới 30 m. Thiệt hại trên đảo tổng cộng là 3,5 triệu USD (1996 USD). Sau đó Dale tiếp tục mạnh thêm, trở thành một siêu bão trên biển Philippines trong ngày mùng 9. Sang ngày hôm sau, cơn bão chuyển hướng Bắc, vòng qua phía Đông Philippines. Vào ngày 14, Dale tăng tốc về hướng Đông - Đông Bắc và trở thành một xoáy thuận ngoại nhiệt đới.

### Bão nhiệt đới Ernie (Toyang) (bão số 8)
Tại Philippines, Ernie khiến 24 người chết, 12 người mất tích và gây thiệt hại 5,1 triệu USD.

### Áp thấp nhiệt đới Greg
Hai rãnh gió mùa hoạt động phát triển ra cơn bão Fern và các cơn bão ở Nam bán cầu là Ophelia, Phil và Fergus đã sản sinh ra áp thấp nhiệt đới 43W trên Biển Đông trong ngày 21 tháng 12. Áp thấp nhiệt đới di chuyển theo hướng Đông - Đông Nam và mạnh lên thành cơn bão nhiệt đới cuối cùng của mùa bão trong ngày 24. Sau khi đạt đỉnh với vận tốc gió tối đa là 83 km/giờ, Greg đã đi qua vùng Bắc Borneo trong ngày 25. Cơn bão sau đó tiếp tục di chuyển theo hướng Đông - Đông Nam cho đến khi tan ở khu vực phía Nam Philippines vào ngày 27. Greg đã gây thiệt hại trên diện rộng tại Borneo từ lũ lớn, khiến 127 người chết và 100 người mất tích.

## Tên bão
Trong năm 1996, bão ở Tây Bắc Thái Bình Dương được đặt tên bởi JTWC. Cơn bão đầu tiên được đặt tên là Ann và cơn bão cuối cùng là Greg.
| - Ann (9602) - Bart (9603) - Cam (9604) - Dan (9605) - Eve (9606) - Frankie (9607) | - Gloria (9608) - Herb (9609) - Ian - Joy (9610) - Kirk (9612) - Lisa (9611) | - Marty - Niki (9613) - Orson (9614) - Piper (9615) - Rick - Sally (9616) | - Tom (9618) - Violet (9617) - Willie (9619) - Yates (9620) - Zane (9621) - Abel | - Beth (9622) - Carlo (9623) - Dale (9624) - Ernie (9625) - Fern (9626) - Greg |  |

### Tên bão ở Philippines
Cục quản lý Thiên văn, Địa vật lý và Khí quyển Philippines  PAGASA  sử dụng danh sách tên riêng của họ cho các xoáy thuận nhiệt đới (bão và áp thấp nhiệt đới) nằm trong khu vực mà họ theo dõi. Danh sách này lặp lại với chu kỳ 4 năm. Đây là danh sách tên trùng với danh sách của mùa bão năm 1992.
| - Asiang - Biring (9602) - Konsing (9603) - Ditang (9604) - Edeng (9607) | - Gloring (9608) - Huaning (9609) - Isang (9612) - Lusing (9613) - Maring (9616) | - Ningning - Osang (9617) - Paring (9620) - Reming (9621) - Seniang | - Toyang (9625) - Ulpiang (9624) - Welpring (unused) - Yerling (unused) - Aring (unused) | - Basiang (unused) - Kayang (unused) - Dorang (unused) - Enang (unused) - Grasing (unused) |

### Số hiệu tại Việt Nam
Ở Việt Nam một cơn bão (đạt cường độ bão nhiệt đới trở lên) sẽ được đặt số hiệu khi nó đi vào khu vực thuộc phạm vi theo dõi của Trung tâm Dự báo Khí tượng Thủy văn Việt Nam được xác định trên Biển Đông phía Tây kinh tuyến 120°Đ và phía Bắc vĩ tuyến 10°B. Số hiệu của bão được đặt theo số thứ tự xuất hiện của nó trong năm.
Dưới đây là các cơn bão được Trung tâm Dự báo Khí tượng Thủy văn Việt Nam đặt số hiệu trong năm 1996:
| - Bão số 1 (Cam) (ra khỏi Biển Đông) - Bão số 2 (Frankie) (đổ bộ Ninh Bình) - Bão số 3 (Lisa) (đổ bộ Nam Trung Quốc) - Bão số 4 (Niki) (đổ bộ phía Bắc Thanh Hóa) - Bão số 5 (Sally) (đổ bộ vào phía Bắc tỉnh Quảng Ninh, biên giới Móng Cái - Quảng Tây) - Bão số 6 (Willie) (đổ bộ Nghệ An) - Bão số 7 (Beth) (đổ bộ Quảng Ngãi) - Bão số 8 (Ernie) (tan ngoài khơi Bình Thuận-Bến Tre) |